# Oliver Seack
Oliver Seack (Hamburgo, RFA, 28 de julio de 1962) es un deportista alemán que compitió para la RFA en piragüismo en la modalidad de aguas tranquilas. Ganó cuatro medallas en el Campeonato Mundial de Piragüismo entre los años 1981 y 1985.

## Palmarés internacional
| Campeonato Mundial | Campeonato Mundial       | Campeonato Mundial | Campeonato Mundial |
| Año                | Lugar                    | Medalla            | Evento             |
| ------------------ | ------------------------ | ------------------ | ------------------ |
| 1981               | Nottingham (Reino Unido) | Medalla de bronce  | K4 1000 m          |
| 1982               | Belgrado (Yugoslavia)    | Medalla de bronce  | K2 500 m           |
| 1982               | Belgrado (Yugoslavia)    | Medalla de bronce  | K4 1000 m          |
| 1985               | Malinas (Bélgica)        | Medalla de plata   | K1 500 m           |